# Andrej Lukošík
Andrej Lukošík, född den 5 oktober 1947 i Levoča, Slovakien, är en tjeckoslovakisk handbollsspelare.
Han tog OS-silver i herrarnas turnering i samband med de olympiska handbollstävlingarna 1972 i München.